# Olga Quiñones Fernández
Olga Quiñones Fernández (Salinas de Castrillón, Asturias, 1940 – Valencia, 6 de junio de 2014) fue una abogada y feminista española que ejerció de profesora en la Universidad de Valencia y desempeñó los cargos de vicedirectora de la Escuela Universitaria de Magisterio Ausiàs March, de secretaria de la Facultad de Ciencias Sociales y de vicedecana de la misma.
Estudió Derecho y Filosofía y Letras en la Universidad de Valencia. Fue profesora de la Escuela de Magisterio de Valencia,  y en la década de las 60 fue profesora de Psicología, desde los noventa, profesora de Sociología de la Universidad de Valencia hasta 2011. Fue subdirectora general del Instituto Valenciano de la Mujer y directora de la Unidad de Igualdad de la Universidad de Valencia.

## Trayectoria
Olga Quiñones comenzó sus estudios a partir de los 10 años en la escuela San Vicente Ferrer de Valencia, más tarde, tras el bachillerato comenzó la carrera de Derecho, en el año 1958. Al año siguiente de acabar la carrera de Derecho comienza la carrera de Filosofía y Letras, también en Valencia, y tiene los primeros contactos y compromisos políticos, en movimientos antifranquistas y en la militancia del PCE.
En 1968 fue profesora de la escuela de Magisterio de Valencia donde participa en la Junta de Gobierno del Colegio de Doctores y Licenciados y en los movimientos de renovación pedagógica de los setenta, como las primeras “escuelas de verano”. Desde el 68, es profesora de Psicología y desde el 1985, profesora de Sociología en la Universidad de Valencia, tiene varias salidas del ámbito universitario, la primera en el 1985 siendo la primera presidenta del Consejo escolar Valenciano, en la administración autonómica, la segunda en el Instituto de la Mujer  en 1993.
Olga Quiñones fundó junto a Trinidad Simó y fue vicepresidenta de la Asociación de Mujeres Universitarias (1974-76)  desde ese momento mantiene de por vida el contacto con el movimiento feminista. Cumplió con la presidencia del Consejo Escolar Valencià (1985-88), y fue subdirectora general del Instituto de la Mujer en Madrid. (1993-96). Fue profesora de Sociología de la Universidad de Valencia hasta que se jubila, también ejerció como la primera Delegada del Rector en la Unidad de Igualdad de esa universidad.

## En el ámbito universitario
En el ámbito de la gestión universitaria fue vicedirectora de la Escuela Universitaria de Magisterio Ausiàs March, secretaria de la Facultad de Ciencias Sociales y vicedecana de la misma, como directora de la Unidad de Igualdad coordinó el estudio-diagnóstico “Dones i home en la Universidad de Valencia”, la elaboración y redacción del I Plano de Igualdad, que se aprobó por acuerdo del Consejo de Gobierno en 2009.
Fue integrante del Seminario de Estudios Feministas (1983) -en la actualidad, Instituto Universitario de Estudios de la Mujer de la Universidad de Valencia.
Fue Participante de la Comisión Asesora del Rector de la Universidad de Valencia para las políticas de igualdad 2002-2007; del Observatorio de Género de la Generalitat Valenciana y del Observatorio de Publicidad No Sexista de la Generalitat Valenciana.

## Publicaciones
Ha participado en varias investigaciones donde se encuentran: “Las Mujeres en la Comunidad Valenciana Informe Sociológico” (1988), “La situación de las mujeres en la administración pública valenciana”, “La elección de estudios universitarios: preferencias de los estudiantes de Secundaria, “Las Mujeres en la Comunidad Valenciana: Educación y familia; Profesoras y alumnas en la Comunidad Valenciana y Universidad y feminismo en España. Situación de los estudios de las mujeres en los años 90.

## Reconocimientos
Olga Quiñones recibió en el año 2012 el Premio “Dona compromesa en les polítiques d’Igualtat” de Dones Progressistes por su tarea y su compromiso desde siempre con las políticas de igualdad.
Además, como muestra de su mérito y su papel como modelo a seguir, la Universidad de Valencia creó, en el año 2014, el Premio A. Olga Quiñones Fernández, el cual trata de promover la incorporación de la perspectiva de género y la igualdad en la docencia y en la investigación, premiando estudios en materia de mujeres e igualdad de género, y presenta dos modalidades: para Trabajos Finales de Grado (TFG) o equivalente, y para Trabajos Finales de máster (TFM) o equivalente.